# Passerino Bonacossi
Pour les autres membres de la famille, voir Bonacossi.
Rinaldo Bonacossi ou Bonacolsi, dit il Passerino (le Moineau), mort à Mantoue le 14 août 1328, fut le dernier membre de la puissante famille des Bonacossi à diriger la ville de Mantoue en Italie.

## Biographie
Il fut obligé, à la mort de son frère Guido dit Botticella le 24 janvier 1309, de permettre le retour des guelfes dans Mantoue, et d'admettre dans cette ville un vicaire impérial envoyé par Henri VII ; mais, peu de temps après, il fit prendre les armes aux gibelins de Mantoue, il chassa les guelfes de la ville, et avec eux le vicaire de l'Empereur. Cependant il obtint de Henri VII, qui avait alors à se plaindre des guelfes, un décret qui le constituait lui-même vicaire impérial à Mantoue. Alors la domination de Bonacossi parut acquérir un titre plus légitime.
Le 5 octobre 1312, Passerino réussit à se faire déclarer aussi seigneur de Modène par les gibelins de cette ville. Elle lui fut enlevée, en 1318, par François Pic de la Mirandole ; mais il la recouvra en 1319, et la Mirandole étant tombé entre ses mains, avec deux de ses fils, il les enferma, en 1321, au fond de la tour de Castellero où il les laissa mourir de faim.
Passerino passait pour le meilleur politique parmi les tyrans de l'Italie, et pour celui dont l'autorité était la plus solidement établie. On le reconnaissait pour un des plus habiles capitaines de son siècle. Sa capitale était estimée imprenable, ses soldats lui étaient dévoués, son peuple même n'étaient pas mécontent ; mais l'insolence d'un de ses fils causa sa ruine, au moment où l'on pouvait le moins s'y attendre.
Passerino avait pour beau-frère Louis Gonzague, qui tenait alors le premier rang parmi la noblesse de Mantoue. Philippino, Guy et Feltrino, les trois fils Gonzague, et François, fils de Passerino, étaient liés ensemble, non par l'amitié, mais par l'habitude des mêmes débauches. Cependant, François, ayant conçu quelque jalousie de Philippino Gonzague, lui déclara, dans sa brutale colère, qu'il se vengerait de lui en violant sa femme sous ses propres yeux. Gonzague invoqua le secours de ses frères pour se défendre d'une aussi mortelle injure ; il rassembla les mécontents, il obtint l'assistance de Cosme de la Scala, qui ne pardonnait pas à Passerino d'occuper le premier rang dans le parti gibelin, et, le 14 août 1328, il introduisit dans la ville ses vassaux qu'il avait armés, et les soldats de Cosme qu'il joignit aux conjurés. Passerino, alarmé par les cris de mort qu'on répétait dans les rues, accourut à cheval pour calmer la sédition ; mais il fut renversé par le comte Albert Saviola, qui le tua d'un coup d'épée aux portes mêmes de son palais.
Son fils François fut traîné dans la même tour de Castellero où il avait fait mourir de faim François Pic de la Mirandole et il y fut égorgé par le fils de ce gentilhomme. Plusieurs partisans des Bonacossi furent massacrés ; les autres s'étant enfui, leurs biens furent confisqués, et Louis Gonzague se fit proclamer seigneur de Mantoue et de Modène.
Les Gonzague firent embaumer son corps afin de le conserver au Palazzo del Capitano comme porte-bonheur. 
Il avait épousé, en 1325, Alisia, fille d'Aldobrandino II, marquis d'Este et seigneur de Ferrare et d'Alda Rangoni. Ils n'eurent pas d'enfants ensemble.

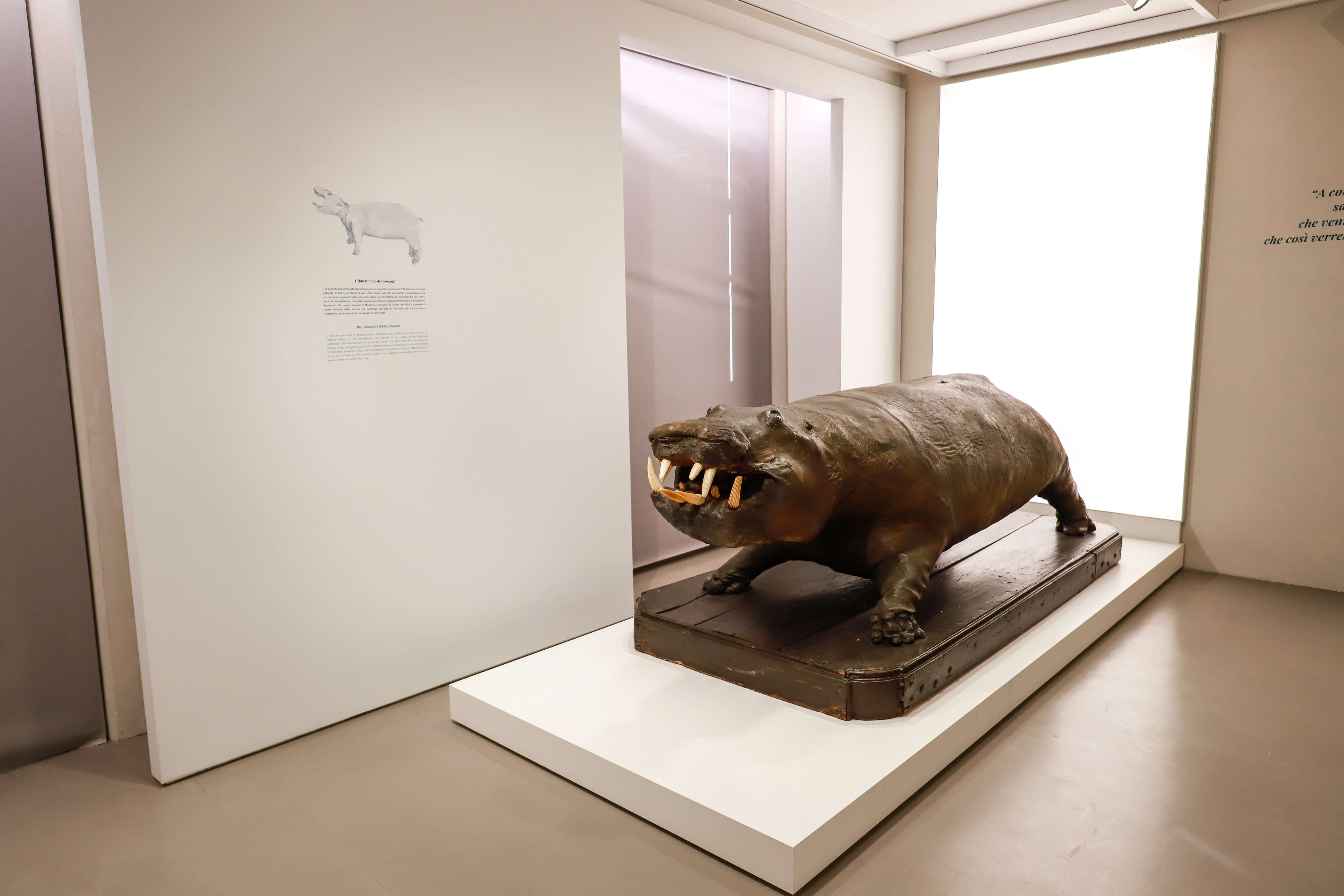
Musée d'histoire naturelle de Pavie, l'hippopotame du Palais Ducal sur lequel fut déposé le corps momifié de Passerino Bonacolsi (à cheval sur l'animal).

Il eut cependant trois fils naturels, Giovanni, Francesco et Berardo. Les deux premiers, enfermés à Castellaro près de Trente, moururent de faim dans leur cellule. 
Vers le début du XVIIe siècle, le corps embaumé de Passerino Bonacolsi était exposé à l'intérieur du Palais Ducal à cheval sur un hippopotame empaillé. Vers 1700, la momie de Passerino est jetée dans le lac et, en 1783, l'hippopotame est transporté par le gouvernement autrichien au Musée d'histoire naturelle de Pavie, où tout est conservé.

### Sources
- « Passerino Bonacossi », dans Louis-Gabriel Michaud, Biographie universelle ancienne et moderne : histoire par ordre alphabétique de la vie publique et privée de tous les hommes avec la collaboration de plus de 300 savants et littérateurs français ou étrangers, 2e édition, 1843-1865 [détail de l’édition]
- La Grande Encyclopédie, inventaire raisonné des sciences, des lettres, et des arts, art. Mantoue.